# آخرین پایمرد: کتاب مرگ یک شکارچی جایزه بگیر
آخرین پایمرد: کتاب مرگ یک شکارچی جایزه بگیر (انگلیسی: Last Man Standing: Killbook of a Bounty Hunter) یک مجموعه رمان گرافیکی ساخته شده توسط دنیل لوییسی می‌باشد. این مجموعه که در ۶۰۰ سال آینده اتفاق می‌افتد داستان گابریل، آخرین سرباز زنده پهلوان را روایت می‌کند.

## انتشار رمان گرافیکی
اولین جلد این مجموعه در ۲۹ سپتامبر ۲۰۱۰ در دو نوع جلد گالینگور و شومیز منتشر شد؛ و دوباره در سال ۲۰۱۳ از طریق کمیک دارک هورس. این رمان شخصیت اصلی و متحدان و دشمنان وی، و برنامه کلی انتقام او را از کسانی که او را راه اندازی کرده‌اند، معرفی می‌کند.

## فیلم
پارامونت در نمایشگاه کامیک-کان سن‌دیگو ۲۰۱۰ حق پخش فیلم را برای این مجموعه به دست آورد. از سال ۲۰۲۰ هیچ اتفاقی برای این ملک نیفتاده است.